# Accident d'un Jetstream 31 d'East Coast Aviation Services
Le 21 mai 2000, un British Aerospace Jetstream 31, assurant un vol charter exploité par East Coast Aviation Services (connu opérationnellement sous le nom d'Executive Airlines), s'est écrasé sur un terrain montagneux près de Wilkes-Barre, en Pennsylvanie. L'avion transportait 17 joueurs professionnels qui rentraient chez eux après une journée passée à Atlantic City, dans le New Jersey, ainsi que 2 membres d'équipage ; il était affrété par le casino Caesars Atlantic City (en) (New Jersey). Les 19 passagers et membres d'équipage à bord ont tous été tués sur le coup. Cet accident, ainsi que celui du vol Aerocaribe 7831 survenu deux mois plus tard, sont les deux crash aériens les plus meurtriers impliquant ce modèle d'avion.
Une enquête a été menée par le Conseil national de la sécurité des transports (NTSB). Elle a révélé que l'avion est tombé en panne sèche alors qu'il entamait son approche vers l'aéroport international de Wilkes-Barre/Scranton. L'enquête a révélé que les pilotes étaient censés remplir l'avion avec un total de 180 gallons de carburant. Au lieu de cela, ils ont rempli les réservoirs avec seulement 90 gallons.
Bien que le rapport final ait conclu que la panne sèche était la cause principale de l'accident, il n'a pas été accueilli chaleureusement par certains proches des victimes. Plusieurs d'entre eux ont intenté des poursuites contre Executive Airlines et British Aerospace. Le directeur général d'Executive Airlines, Michael Peragine, a remis en question le rapport du NTSB, affirmant qu'il écartait plusieurs autres facteurs qui auraient pu être bénéfiques à l'enquête.

## Avion et équipage

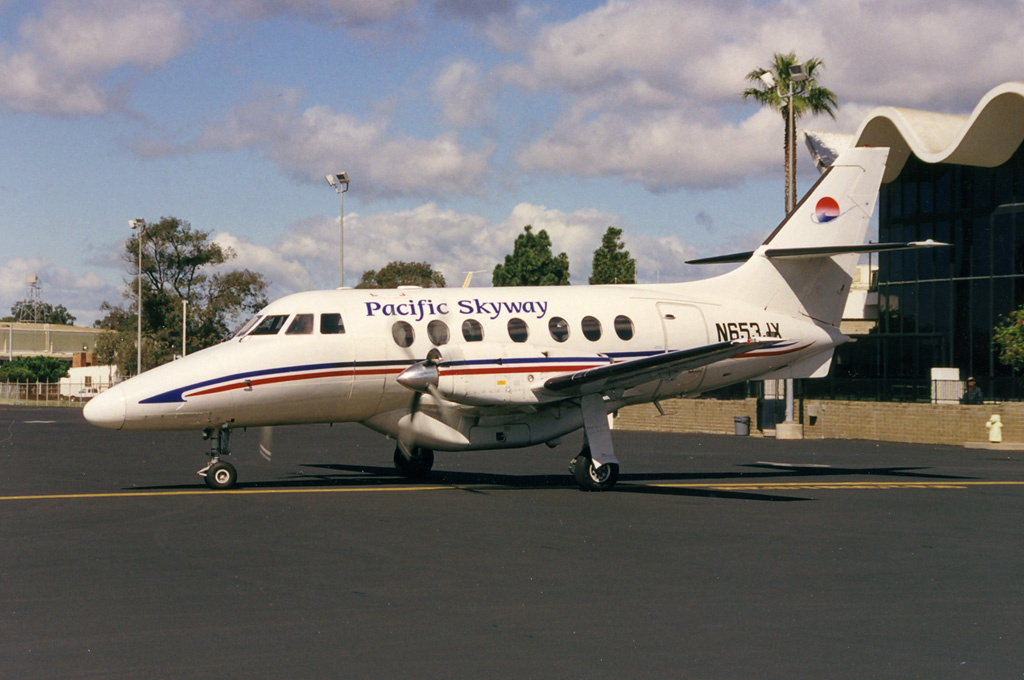
Un British Aerospace Jetstream 31-01 semblable à celui impliqué dans l'accident, ici photographié en février 2000.

L'appareil impliqué était un British Aerospace Jetstream 31-01 immatriculé N16EJ (numéro de série 834). Il a été livré par British Aerospace en 1988, avec comme numéro d'immatriculation N851JS. Executive Airlines a ensuite acheté l'avion le 28 octobre 1996 à Fairchild Aircraft. Son immatriculation a été changée en N16EJ en septembre 1997. La première opération de l'avion a eu lieu en décembre 1997. Au moment de l'accident, ce bi-turbopropulseur cumulé un total de 13 972 heures de vol et 18 503 cycles (décollage/atterrissage).
Le pilote en fonction lors de l'accident était le copilote, Gregory MacVicar (38 ans). Au moment de l'accident, il cumulait 1 282 heures de vol à son actif, dont environ 742 heures sur Jetstream 31. Il a rejoint Executive Airlines le 9 novembre 1998.
Le pilote non en fonction était le commandant de bord, Cam Basat (34 ans). Il a rejoint Executive Airlines en 1998, en tant que pilote à temps partiel. À l'époque, il était pilote à temps plein pour Atlantic Coast Airlines (en). Au moment de l'accident, il cumulait environ 8 500 heures de vol, dont environ 1 874 heures en tant que commandant de bord sur Jetstream 31.

## Déroulement du vol
L'équipage devait initialement effectuer un vol de Farmingdale, dans l'État de New York, à Atlantic City, dans le New Jersey, à 09h00 (heure locale). Cependant, l'équipage a reçu plus tard un appel téléphonique du propriétaire et PDG d'Executive Airlines, détaillant qu'un autre vol leur avait été assigné à Wilkes-Barre, en Pennsylvanie, avec un vol de retour à Atlantic City plus tard dans la journée. Par la suite, 90 gallons (340 litres) de carburant ont été ajoutés dans les réservoirs de l'avion, et il est parti de Farmingdale à 09h21, heure locale, avec 12 passagers à bord, avec le commandant Basat en tant que pilote aux commandes. Il est arrivé à l'aéroport international d'Atlantic City à 09h49.
La deuxième étape du vol s'est déroulée entre Atlantic City et Wilkes-Barre. Ce segment du vol a été effectué par le même équipage, avec le copilote MacVicar en tant que pilote aux commandes. Aucun ajout de carburant n'a été effectué pour cette étape du vol. L'avion a quitté Atlantic City à 10h30, avec 17 passagers à bord. Il a été autorisé à voler à une altitude de 5 000 pieds (1 524 m) au-dessus du niveau de la mer.
Alors que l'avion s'approchait de l'aéroport international de Wilkes-Barre/Scranton, l'équipage a établi le contact avec le contrôleur d'approche pour obtenir l'autorisation de descente, qui lui a été accordée. L'équipage a reçu un vecteur radar pour une approche ILS. Leur première tentative d'atterrissage a cependant échoué ; les pilotes ont alors exécuté une approche interrompue et a commencé une deuxième approche, avec un autre vecteur radar.
À 11h23, l'équipage a déclaré une situation d'urgence et a indiqué qu'il y avait une « panne moteur » ; il a ensuite reçu un autre vecteur radar du contrôleur aérien. À 11h25, alors que l'avion descendait à 3 000 pieds (914 m), le contrôleur a averti que l'altitude minimale de vectorisation (MVA) était de 3 300 pieds (1 005 m) dans ce secteur.
Le contrôleur a également pris connaissance des conditions météorologiques dans les environs et a informé l'équipage de l'emplacement des autoroutes à proximité, suggérant qu'ils pourraient y effectuer un atterrissage d'urgence. L'équipage a refusé et a demandé un vecteur radar vers l'aéroport. Lorsque le vecteur radar a été donné à l'équipage, l'avion a disparu des écrans radars. Les communications entre l'équipage et le contrôleur aérien ont cependant continué.
À 11h27, l'équipage a annoncé qu'il avait « récupéré le moteur gauche » et le contact radar a été rétabli. Cependant, quelques secondes plus tard, l'équipage a signalé qu'il avait perdu les deux moteurs. Le contrôleur les a informés que la Pennsylvania Turnpike se trouvait juste en dessous d'eux et leur a demandé de « faire savoir à l'ATC s'ils pouvaient récupérer leurs moteurs ». Il n'y a pas eu d'autre contact radio par la suite.
Les équipes d'urgence ont été prévenues à 11h30 et ont commencé à rechercher le lieu du crash. L'épave de l'appareil a été retrouvée à 12h45, heure locale. Aucun survivant, parmi les 17 passagers et les deux pilotes, n'a été retrouvé sur les lieux. À la suite de l'accident, le service d'incendie de l'aéroport a été transformé en campement de fortune pour accueillir les familles des victimes.

## Enquête
L'enregistrement du contrôle aérien a montré que, alors que l'avion approchait de l'aéroport, l'équipage à bord a transmis un message indiquant qu'une panne moteur s'était produite à bord. Le NTSB a suspecté qu'une panne de carburant ait pu être à l'origine de cette panne. Cela a été notamment prouvé par leur examen du site de l'accident. Les enquêteurs ont déclaré que, si l'avion avait été rempli de suffisamment de carburant, la zone brûlée par l'incendie post-impact aurait dû être plus grande que prévu. Dans le cas de ce crash, la zone brûlée était petite et compacte.
L'analyse des pages du carnet de bord de l'avion et des dossiers de l'équipage a indiqué qu'environ 1 000 livres (119 gallons, 450 litres) de carburant se trouvaient à bord de l'avion avant que les 600 livres (90 gallons) ne soient ajoutés le jour de l'accident. Le NTSB a révélé que l'équipage avait prévu d'ajouter environ 1 200 livres (180 gallons, 681 litres) de carburant supplémentaire. Selon les enquêteurs, si l'équipage avait l'intention de mettre 180 gallons, il était courant dans l'industrie et les compagnies aériennes de demander 90 gallons de chaque côté (le réservoir gauche et le réservoir droit). Cependant, en raison d'un problème de communication, seuls 90 gallons de carburant ont été ajoutés à l'avion. L'équipage a bien demandé 90 gallons de carburant, mais n'a pas précisé qu'il devait être ajouté dans chacun des réservoirs. Ainsi, seuls 90 gallons de carburant ont été ajoutés, un total confirmé par le reçu de commande de carburant, que l'équipage n'a probablement pas lu avant le décollage.
Le commandant Basat et le copilote MacVicar ont ensuite rempli le manifeste de chargement. Ils ont déclaré que l'avion avait été chargé avec 2 400 livres (287 gallons, 1086 litres) de carburant au départ de Farmingdale. En réalité, il n'y avait que 1 600 livres (191 gallons, 723 litres) de carburant à bord, soit 800 livres (95 gallons, 359 litres) de moins que la quantité prévue. Les calculs du NTSB ont révélé que si l'avion avait été chargé avec les 2 400 livres de carburant initialement prévus, l'équipage n'aurait pas eu à faire le plein à Atlantic City.
L'équipage estimant qu'il y avait suffisamment de carburant à bord, il semble avoir ignoré les voyants annonciateurs de la faible quantité de carburant, qui auraient dû les avertir du manque de carburant. Cependant, le NTSB a déclaré que ces voyants peuvent facilement être « négligés » par les pilotes.
L'avion étant à court de carburant, le moteur droit s'est arrêté en premier. Cette panne du moteur droit a fait dévier l'avion de sa trajectoire prévue. Bien que les pilotes aient pu redémarrer le moteur, celui-ci est tombé en panne quelques secondes plus tard, tout comme le moteur gauche. La réduction rapide de la vitesse de l'appareil a alors conduit à la perte de contrôle et au crash de l'avion.

Le rapport final de l'accident a été publié le 29 août 2002 et a conclu que la cause de l'accident était une erreur des pilotes :

« Le NTSB a déterminé que la cause probable de cet accident était l'incapacité de l'équipage à assurer un approvisionnement en carburant adéquat pour le vol, ce qui a conduit à l'arrêt du moteur droit et à l'arrêt intermittent du moteur gauche, en raison d'une panne sèche. L'accident a été causé par l'incapacité de l'équipage à surveiller l'état du carburant de l'avion et par son incapacité à maintenir le contrôle directionnel après l'arrêt initial du moteur droit. »